# جان هنري روجر
جان هنري روجر (بالفرنسية: Jean-Henri Roger)‏ هو كاتب سيناريو ومخرج وممثل فرنسي، ولد في 24 يناير 1949 بمارسيليا في فرنسا، وتوفي في 31 ديسمبر 2012 في فرنسا بسبب نوبة قلبية.

## وصلات خارجية
- جان هنري روجر على موقع IMDb (الإنجليزية)
- جان هنري روجر على موقع ألو سيني (الفرنسية)
- جان هنري روجر على موقع أول موفي (الإنجليزية)
- جان هنري روجر على موقع قاعدة بيانات الأفلام السويدية (السويدية)
- جان هنري روجر على موقع كينوبويسك (الروسية)